# 토베 스튀르케
토베 스튀르케(Tove Styrke, 1992년 11월 19일 ~ )는 스웨덴의 싱어송라이터이다. 2009년, 스웨디쉬 아이돌(Swedish Idol)에 출연해 최종 3위를 했다.

## 음반 목록
- Tove Styrke (2010)
- Kiddo (2015)
- Sway (2018)